# Jaroslav Vízner
Jaroslav Vízner (30. května 1937 Praha – 29. května 2022) byl český herec a režisér.
V letech 1968 až 2001 pobýval ve švýcarském exilu.

## Život
Jaroslav Vízner, herec a režisér, byl druhý ze 4 bratrů. První Vlastimil zemřel ve 12 letech po nehodě na kole v roce 1945. Druhý bratr Vladimír, filmový kameraman a zvukový mistr zemřel po nešťastné manipulaci s plynovým campingovým vařičem v roce 1983 a čtvrtý bratr je herec Oldřich Vízner, který začal hereckou kariéru později. V 50. letech mu bylo kvůli rodičům zakázáno studovat jakýkoliv humanitní obor. Maturoval v roce 1956 na Vyšší průmyslové škole strojnické v oboru lodě a jeho vojenská základní služba trvala 26 měsíců. Od roku 1958 byl asistent produkce a režie Dokumentárního filmu Praha.
V roce 1958 byl přijat v Semaforu, později přešel do oblastních divadel v Uherském Hradišti, Českém Těšíně a Kladně. V roce 1962 jej angažoval Jan Grossman do Divadla Na zábradlí. První hlavní filmovou roli hrál ve filmu Jiřího Hanibala Život bez kytary v roce 1962. Pak následovaly filmy Handlíři, Obraz, Úplně vyřízený chlap a čtyři filmy s detektivem JUDr. Martinem. V listopadu 1968 emigroval do Švýcarska. Ze začátku díky diplomu konstruktéra lodí pracoval v továrně Motosacosh jako kontrolor zakázek lodních motorů. Později se setkal s programovým ředitelem ženevské televize, TSR, Jean-Jacques Demartinem. Byl přijat na režisérskou stáž a kde potom jako režisér pracoval až do roku 2000. Byl také jmenován profesorem na vysoké škole dramatických umění v Ženevě ESAD. Během těch let pracoval také jako herec a režisér pro divadlo i ve Francii. Zpět do České republiky se vrátil v roce 2001. Později hrál v několika, převážně zahraničních filmech, mezi nejznámější patří Van Helsing či Iluzionista. Žil na Kokoříně.
Jeho dcera Veronika Víznerová je ilustrátorkou knížek pro děti.

## Filmografie
- 1989 Roselyne et les lions
- 1971 Jak princezny spaly na hrášku (TV film)
- 1971 Salamandr
- 1970 Fou, Le
- 1970 James ou pas
- 1968 Bylo čtvrt a bude půl
- 1967 Tři přadleny (TV film)
- 1966 Křišťálová noc (TV film)
- 1966 Martin a červené sklíčko
- 1966 Martin a devět bláznů
- 1966 U telefonu Martin
- 1965 Úplně vyřízený chlap
- 1965 Volejte Martina
- 1964 Obraz (TV film)
- 1964 Strakatí andělé
- 1963 Handlíři
- 1965 Život bez Kytary – Petr